# Résolution 764 du Conseil de sécurité des Nations unies
Membres permanents
- Chine
- États-Unis
- France
- Royaume-Uni
- Russie

Membres non permanents
- Autriche
- Belgique
- Cap-Vert
- Équateur
- Hongrie
- Inde
- Japon
- Maroc
- Venezuela
- Zimbabwe

Résolution no 763 Résolution no 765
La résolution 764 du Conseil de sécurité des Nations unies, adoptée à l'unanimité le 13 juillet 1992, après avoir réaffirmé les résolutions précédentes sur le sujet, a noté les violations de l'accord concernant l'aéroport international de Sarajevo qui établissait un couloir de sécurité et exigeait le retrait des systèmes d'armes anti-aériennes, et a décidé d'autoriser un déploiement supplémentaire de personnel de la Force de protection des Nations unies (FORPRONU). Cela porterait la taille de la Force à deux bataillons d'infanterie.
Le Conseil de sécurité a approuvé le rapport du secrétaire général Boutros Boutros-Ghali concernant la mise en œuvre des résolutions 757 (1992), 758 (1992) et 761 (1992). Le personnel supplémentaire faciliterait l'acheminement de l'aide humanitaire ainsi que la sécurité et le fonctionnement de l'aéroport de Sarajevo.
Comme les résolutions précédentes, la résolution 764 a appelé toutes les parties à adhérer à l'accord de cessez-le-feu du 5 juin 1992, afin de mettre fin aux hostilités en Bosnie-Herzégovine, félicitant en outre la Force et exigeant une coopération avec elle et avec les organisations internationales présentes dans le pays de la part de toutes les partis. Il a également exhorté toutes les parties concernées à engager des négociations pour trouver une solution politique, en coopération avec les efforts de la Communauté européenne et le soutien de l'Organisation pour la sécurité et la coopération en Europe.
Le Tribunal pénal international pour l'ex-Yougoslavie est établi par la résolution 764, qui stipulait que les personnes ayant commis des violations du droit international humanitaire et des conventions de Genève seraient tenues pour responsables. 

## Voir également
- Dislocation de la Yougoslavie
- Guerre de Bosnie-Herzégovine
- Guerre de Croatie
- Guerre de Slovénie
- Guerres de Yougoslavie